# 斯克里普斯研究所
斯克里普斯研究所（英文：The Scripps Research Institute，缩写TSRI）是世界著名的综合性医学研究及教育机构。研究领域涵盖基础医学，化学，生物学等方向。总部位于美国加州聖地牙哥市拉霍亚，于2004年在美国弗罗里达州棕榈滩县附近的朱庇特（Jupiter, Florida）建立了其第一个支部。研究人员包括3000余名科学家，专业技术员，研究生以及其他管理人员。是世界上最大的私立非营利性生物医学研究机构之一。

## 著名科学家
- 阿登·帕塔普蒂安（2021年诺贝尔生理学或医学奖得主）
- 布鲁斯·博伊特勒（2011年诺贝尔生理学或医学奖得主）
- 库尔特·维特里希（2002年诺贝尔化学奖得主）
- 巴里·夏普莱斯（2001年、2022年诺贝尔化学奖得主）
- 杰拉尔德·埃德尔曼（1972年诺贝尔生理学或医学奖得主）
- K·C·尼古劳（K.C.Nicolau）
- 翁启惠（Wong Chi-Huey）
- 彼得·舒尔茨（Peter Schultz）
- 理查德·勒纳（Richard Lerner）